# Jean de Pierre
Jean de Pierre est un prélat français  du XVe siècle

## Biographie
Il est évêque de Vabres de 1421 à 1453. Jean de Pierre fait ériger en 1440 dans l'église collégiale, la communauté des prêtres de Saint-Affrique et obtient le titre d'évêque de Béryte. Il est remplacé comme évêque de Vabres, par son neveu Bernard de Blanc.

## Source
- Ressource relative à la religion :   - Catholic Hierarchy